# Urera caracasana
Urera caracasana là loài thực vật có hoa trong họ Tầm ma. Loài này được (Jacq.) Gaudich. ex Griseb. miêu tả khoa học đầu tiên năm 1859.